# タバサ・セント・ジェルマン
タバサ・セント・ジェルマン（Tabitha St. Germain、1964年10月30日 - ）は、カナダの女優、声優。かつてはポーリナ・ギルズ(Paulina Gillis)の名前で活動していた。

## 概要
アメリカ合衆国マサチューセッツ州ボストンで生まれ、レソト、スワジランド、カナダ・ノバスコシア州で育つ。
オンタリオ州トロントで舞台女優として活動した後、ブリティッシュコロンビア州バンクーバーに移住。

### 受賞・ノミネート歴
- ドラアワード
  - 1995年ミュージカル部門女優賞受賞『Assassins』[4]
  - ミュージカル部門女優賞受賞『The Barber of Seville』[4]
- ジェシーアワード1997年ミュージカル部門女優賞受賞『Ernest and Ernestine』[4]
- レオアワード2004年ショートドラマ部門女優賞候補『The Watchers』[5]

## 出演作品

### テレビアニメ
1991年
- スーパーマリオワールド（ウェンディ）

1996年
- めぞん一刻（こずえの友達2）

1997年
- ドラゴンボールZ（デンデ）※サバン・エンターテイメント&ファニメーション版

1999年
- エド エッド エディ（ナズ（初代））

2000年
- ドラゴンボールZ（ゴテンクス）※オーシャングループ版

2001年
- らんま1/2（雪ん子）

2002年
- 犬夜叉（こうめ）
- The Soul Taker 〜魂狩〜（椎名霞）
- 地球少女アルジュナ（白河さゆり）
- 超ロボット生命体トランスフォーマー マイクロン伝説（英語版は『アルマダ』）（アレクシス（日本名はアレクサ））
- とっとこハム太郎（マフラーちゃん）

2003年
- X-メン:エボリューション（ダニエル・ムーンスター）
- ゾイドフューザーズ（サンドラ、TVアナウンサー）
- 花より男子（松岡優紀）
- 無限のリヴァイアス（クリフ・ケイ）
- ロックマンエグゼ（マディー）

2004年
- 機動戦士ガンダムSEED（フレイ・アルスター、トリィ、ハロ）
- 住めば都のコスモス荘 すっとこ大戦ドッコイダー（梅木瑠璃/エーデルワイス）
- 地球防衛家族（テレビの声）
- トランスフォーマー スーパーリンク（英語版は『エネルゴン』）（アレクシス（日本名はアレクサ））
- ぽぽたん（うなぎ、小奈美、魔法少女リロちゃん）
- ムーチャ・ルーチャ!（ペニー・プルトニウム）

2005年
- スターオーシャンEX（プリシス・F・ノイマン）
- 機動戦士ガンダムSEED スペシャルエディション 虚空の戦場（フレイ・アルスター、トリィ、ハロ）
- 機動戦士ガンダムSEED スペシャルエディションII 遥かなる暁（フレイ・アルスター、トリィ、ハロ）
- チームギャラクシー（ブレット、ジョシュ）
- 東京アンダーグラウンド（シエル・メサイア）
- トランスフォーマー ギャラクシーフォース（英語版は『サイバートロン』）（ルーシー・スズキ教授）
- 人間交差点（菊島あけみ）

2006年
- 機動戦士ガンダムSEED DESTINY（トリィ、ハロ、アビー・ウィンザー）
- 灼眼のシャナ（シャナ）
- .hack//Roots（アスタ）
- プッカ（プッカ）
- BLACK LAGOON（ロベルタ）

2007年
- ジャングル・ジョージ ザ・シリーズ（マギー）
- DEATH NOTE（南空ナオミ）

2008年
- 機動戦士ガンダム00（ソーマ・ピーリス）
- ギャラクシーエンジェルX（蘭花・フランボワーズ）
- 出ましたっ!パワパフガールズZ（ミス・ベラム）

2009年
- キッドvsキャット（フィービー）
- ごきげん ジミー!（エロイーズ）

2010年
- マイリトルポニー〜トモダチは魔法〜（ラリティ※会話時、グラニー・スミス、ルナ王女/ナイトメア・ムーン）

2011年
- 放課後エージェントオーサム（ミスター・トウィッチー）
- ボルトロン・フォース（カラ）
- マイリトルポニー〜トモダチは魔法〜（フォト・フィニッシュ、カップ・ケーキ）

2012年
- マイリトルポニー〜トモダチは魔法〜（パウンド・ケーキ、ダーピー・フーヴス）

### 劇場アニメ
2001年
- とび★うおーず（バスを待つ魚3）

2008年
- 時をかける少女（上杉盛子）

2009年
- ストレンヂア 無皇刃譚

### OVA
2002年
- 思春期美少女合体ロボ ジーマイン（花川戸さつき）

2004年
- バイオニクル 2 -メトロ・ヌイの伝説-（ノカマ）
- ポパイの大冒険・海にひそむ謎を追え!（オリーブ、スウィーピー）

2005年
- 機動戦士ガンダムSEED スペシャルエディション完結編 鳴動の宇宙（フレイ・アルスター、トリィ、ハロ）
- バービーのクリスマスキャロル（過去のクリスマスの霊）
- マスク・オブ・ライト、メトロ・ヌイの伝説（ノカマ）

2007年
- 攻殻機動隊 STAND ALONE COMPLEX The Laughing Man（タチコマ）
- 攻攻殻機動隊 S.A.C. 2ndd GIG Individual Eleven（タチコマ）
- しゃくがんのシャナたん（シャナたん）

2008年
- ギャラクシーエンジェルS（蘭花・フランボワーズ）

2013年
- BLACK LAGOON Roberta's Blood Trail（ロベルタ）

### ゲーム
2004年
- Gundam Battle Assault 3 Featuring Gundam Seed（フレイ・アルスター）
- めいわく星人パニックメーカー　(コズミ、アニー･キャンベル他)

### 2018年
- ドラガリアロスト (エステル、ムム〈ハロウィンコス〉、イルテミア他)

### テレビドラマ
1998年
- The New Addams Family（メランコリア）

1999年
- 新アウターリミッツ（ディリア）

2001年
- Cold Squad（コーソ博士）

### 2005年
- スーパーナチュラル

### その他
- The Watchers（ブレンダ）
- ヴォイスプリント（第12回ゲスト）